# Byrsopolis cribricollis
Byrsopolis cribricollis är en skalbaggsart som beskrevs av Ohaus 1912. Byrsopolis cribricollis ingår i släktet Byrsopolis och familjen Rutelidae. Inga underarter finns listade.